# Стампа, Джакомо
Джакомо Стампа (итал. Giacomo Stampa) — итальянский писатель, номинант Нобелевской премии по литературе 1901 года. Был номинирован «за книгу "Тайная жизнь (Мысли филантропа)"», следы которой где-либо отсутствуют, вызывая подозрение, что Стампа - лишь плод мистификации номинировавшего его представителя венгерской Академии наук H Vámbéry, который послужил для его друга Брэма Стокера прототипом профессора Ван Хельсинга - персонажа романа "Дракула".